# Tropic (Josep Renau)
Tropic és un quadre de 1945 de l'artista valencià Josep Renau i Berenguer, feta durant el seu exili a Mèxic, mentre col·laborava amb pintors muralistes mexicans com David Alfaro Siqueiros. La pintura representa un paisatge, probablement un espai natural mexicà. Tres voltors envolten un esquelet de peix a la part inferior dreta d'un paisatge deshabitat. L'escena evoca la desolació i la destrucció de la humanitat provocada per les guerres del segle xx.
Tropic és la resposta personal de Renau al dol i el dol provocats per la Guerra Civil espanyola i la Segona Guerra Mundial. La pintura és una de les obres més importants i influents de l'artista. Renau representa un paisatge amb els mitjans plàstics de l'Escola de Vallecas, un grup de pintors espanyols moderns que persegueixen la representació de la topografia castellana com una terra despietada. Tant aquesta referència a l'art espanyol dels anys 30 com els voltors que mengen carronya com a al·legoria de les guerres modernes donen a aquesta pintura un profund sentit de la malenconia i la tragèdia. En aquest treball, Renau avança la presència de calaveres que Pablo Picasso va utilitzar recurrentment després del 1945 per expressar el trauma de la Segona Guerra Mundial i la seva experiència al París de l'ocupació alemanya.